# لیندا گوستاوسون
لیندا گوستاوسون (به انگلیسی: Linda Gustavson) (زادهٔ ۳۰ نوامبر ۱۹۴۹) شناگر اهل ایالات متحده آمریکا است.